# كارين سلامة
كارين سلامة (8 مارس 1976)- إعلامية وممثلة لبنانية

## حياتها ومشوارها المهني
هي الأخت الكبرى لثلاث أشقاء ذكور جو، لوران، غسان عاشت طفولة حزينة آثر المشاكل العائلية التي أدت لانفصال والديها حيث بقيت في حضانة والدتها التي ساندتها، درست في الجامعة تخصص حضانة الأطفال لكنها لم تعمل به لدخولها مجال التلفزيون. إنضمت لأسرة تلفزيون المستقبل عام 1997، بدأت بتقديم برنامج عالم الصباح وفي ربط الفقرات تابعت بعدها بتقديم البرامج الحوارية الفنية والألعاب إضافة إلى أهم الاحداث الفنية وأصبحت لها مكانة في الوسط الإعلامي وزادت شهرتها ولقبت ب«فراشة المستقبل»، خاضت تجربتها التمثيلية الأولى عام 2012 من خلال مسلسل غربة حياة سكول لتتوالى أعمالها بعد ذلك
قامت بتقديم الإعلانات لكثير من الشركات. وقامت بإصدار أول خط لها في الحقائب الجلدية للسيدات عام 2016. وفي يونيو 2020 أعلنت انضاممها لقناة الجديد لتقديم البرنامج الصباحي «صباج اليوم» وبرنامج «برأئي» على منصة جديدها الألكترونية التابعة للمحطةإنتقلت بعدها لمنصة صوت بيروت انترناشونال لتقديم برنامج «مع السلامة»

في يوليو 2022 إنتقلت لتقديم برنامج "شرفتونا " عبر شبكة أوربت الإعلامية
في أبريل 2024 قدمت برنامج " مين قدك " على تلفزيون لناوفي يناير 2025 قدمت برنامج ميني مافيا برنامج حواري للأطفال وتعرضت لانتقادات بسبب إشراك الأطفال في نقاشات سياسية

### الحياة الشخصية
تزوجت من رجل الأعمال اللبناني جوني شلهوب رزقت منه بولد وبنت.

## أعمالها

### في التمثيل
- 2012: غربة
- 2015: حياة سكول
- 2015: قصة حب
- 2016: الحرام
- 2017: كاراميل [12]
- 2019: خمسة ونص
- 2020: هند خانم
- 2021:لا حكم عليه
- 2022:التحدي السر
- 2022:التحدي
- 2022:بيروت 303

### البرامج التي قدمتها
- 1998،1999،2009-2011:عالم الصباح
- 1996-2004: حفلات تلفزيون المستقبل
- 2000: العب عالمستقبل
- 2001: على ذوقك [13]
- 1999-2001: شو بده يصير[14]
- 2003: القصة وما فيها [15]
- 2003: وراك وراك
- 2004: عرس أكسبرس
- 2007: لمين الغنية[16]
- 2009: حفلة رأس السنة
- 2009: بابابوم
- 2009: طال السهر
- 2011: كلمات وألحان [17]
- 2014: خلي السهرة عنا[18]
- 2014: برأيك
- 2014:-2018: حفل جوائز الموريكس دور
- 2015-2017: تيلي ستارز
- 2020: صباح اليوم
- 2020: برأئي
- 2021: مع السلامة
- 2022-2023: شرفتونا
- 2024:مين قدك
- 2025:ميني مافيا